# Chirurdzy (seria 15)
Piętnasty sezon amerykańskiego serialu medycznego Grey’s Anatomy: Chirurdzy został zamówiony 21 kwietnia 2018 roku przez stację ABC. Premiera w Stanach Zjednoczonych odbyła się 27 września 2018 na antenie ABC. Sezon jest wyprodukowany przez ABC Studios we współpracy Shondaland oraz The Mark Gordon Company.

## Główna obsada
- Ellen Pompeo jako Meredith Grey
- Justin Chambers jako Alex Karev
- Chandra Wilson jako Miranda Bailey
- James Pickens Jr. jako Richard Webber
- Kevin McKidd jako Owen Hunt
- Jesse Williams jako Jackson Avery
- Camilla Luddington jako Jo Wilson
- Caterina Scorsone jako Amelia Shepherd
- Giacomo Gianniotti jako dr Andrew DeLuca
- Kelly McCreary jako Margaret "Maggie" Pierce
- Kim Raver jako dr Teddy Altman

## Drugoplanowe
- Debbie Allen jako dr Catherine Avery
- Jason George jako dr. Ben Warren
- Stefania Spampinato jako dr Carina DeLuca
- Jake Borelli jako dr Levi Schmitt
- Alex Blue Davis jako dr Casey Parker
- Rushi Kot jako dr Vikram Roy
- Jaicy Elliot jako dr Taryn Helm
- Sophia Ali jako dr Dahlia Qadri
- Peyton Kennedy jako dr Betty
- Chris Carmack jako Link[3]
- Alex Landi jako dr Nico Kim[4]

## Gościnne występy
- Jeff Perry jako Thatcher Grey
- Josh Radnor[5]
- Jason George jako Ben Warren[6]
- Jennifer Grey jako Carol Dickinson[7]
- Amy Acker jako Kathleen Shepherd[8]
- Lindsay Wagner jako Helen Karev[9]
- Alex Blue Davis jako Casey Parker[10]
- Khalilah Joi jako Abby[11]
- Abigail Spencer jako Megan Hunt[12]
- Embeth Davidtz jako Nancy Shepherd[13]
- Tyne Daly jako Carolyn Shepherd[13]
- Arielle Hader jako Toby Donnelly[14]

## Odcinki
| Nr | #  | Tytuł                           | Polski tytuł                 | Reżyseria           | Scenariusz                 | Premiera (ABC)       | Premiera w Polsce (Fox Polska) | Kod    |
| --- | -- | ------------------------------- | ---------------------------- | ------------------- | -------------------------- | -------------------- | ------------------------------ | ------ |
| 317 | 1  | With a Wonder and a Wild Desire | Zachwyt i szalone pragnienie | Debbie Allen        | Krista Vernoff             | 27 września 2018     | 14 listopada 2018              | #15.01 |
| Trwa rywalizacja w zostaniu pełniącą obowiązki szefa w zastępstwie za Bailey. Grey śni się seks z kilkoma mężczyznami. Wychodzi na jaw, z kim Teddy jest w ciąży. Amelia i Owen znowu są razem i wychowują nastoletnią Beti i synka Leo. Jackson oświadcza się Magge, ale ona wychodzi z domu pod pretekstem braku mleka. |    |                                 |                              |                     |                            |                      |                                |        |
| 318 | 2  | Broken Together                 | Razem złamani                | Kevin McKidd        | Meg Marinis                | 27 września 2018     | 21 listopada 2018              | #15.02 |
| Margaret ciężko jest żyć z tajemnicą. Bailey kupuje komore hiperbaryczną, w której jest przeprowadzany pierwszy zabieg - kończy się niepowodzeniem, podczas którego Jackson przechodzi załamanie. Jo Wilson przekonuje Mirandę do stworzenia stypendium. Alex Karev zostaje nowym tymczasowym szefem. Mer chce, żeby Cece pomagła jej w znalezieniu miłości, a Amelia wchodzi w związek w Owenem Hunt'em nieświadoma ciosu, który ją czeka. Schmitt czuje coraz większe napięcie seksualne względem asystenta nowego orto boga, a DeLuca odkupuje motocykl, od mężczyzny który trafił przez maszynę do szpitala. Maggie i Jackson przeprowadzają poważną rozmowę w której Maggie uświadamia go, ze przechodzi przez traumę. Wyznają sobie miłość. |    |                                 |                              |                     |                            |                      |                                |        |
| 319 | 3  | Gut Feeling                     | Przeczucie                   | Michael Watkins     | Mark Driscoll              | 4 października 2018  | 28 listopada 2018              | #15.03 |
| Kwitnie romans między Owenem i Amelią. Rozpoczyna się pierwszy dzień pracy Karev'a jako tymczasowego szefa. Link prezentuje nowemu szefowi szpitala projekt super protez, które ten akceptuje. Do szpitala trafia pacjent z piłą w ciele - uczeń, a także nauczyciel prowadzący zajęcia. Wszystko wskazuje na to, że był on pod wpływem alkoholu. Nauczyciel wszystkiemu zaprzecza, a Miranda stresuje się przekazaniem swojej funkcji Karevowi, strofuje pielęgniarki, które go krytykują. Jackson wyjeżdża na urlop nic nie mówiąc Pirce, a cały personel szpitala pyta się jej, gdzie podział się Avery. Webbrer z uporem maniaka chce wszystkich przekonać, że nauczyciel jest alkoholikiem, jednak sprawdza dokładnie jego stan zdrowia i diagnozuje rzadką chorobę. Roy bagatelizuje pacjenta z krwotokiem z nosa, który w konsekwencji umiera. Alex go zwalnia. Link, Deluca i Webber zaprzyjaźniają się. Mer za radą Cece odświeża garderobę. |    |                                 |                              |                     |                            |                      |                                |        |
| 320 | 4  | Momma Knows Best                | Mama wie najlepiej           | Cecilie Mosli       | William Harper             | 11 października 2018 | 5 grudnia 2018                 | #15.04 |
| Karev anuluje finansowanie części projektów. Deluca jest zauroczony w Grey, komplementuje je wygląd. Carina to zauważa! Amelia mocno wczuwa się w rodzicielstwo względem Betty. Wszyscy zwracają uwagę na glowup Mer, a ta umawia się na randkę. Okazuje się, że pomyliła ona wybranka, ale wyszło to dobrze - aż do momentu rozmowy o dzieciach. Jednak mimo wszystko randka poszła dobrze. Do szpitala po pożarze trafia m.in. kobieta z ciężkimi problemami kardiologicznymi i przestraszony nastolatek . Ekipa z jednostki straży pożarnej z Benem na czele zostaje w szpitalu dłużej niż powinna. Jednemu ze strażaków Maggie wpadła w oko. Pytania o Jacksona nie ustają. Alex naciąga rzeczywistość, bo chce pomóc nastolatkowi z marnym ubezpieczeniem. Amelia prosi o radę w sprawie Betty mamę Owena. Betty przyznaje się Amelii, że paliła marihuanę, a ta daje jej szlaban. Okazuje się, że Jo zna się z Linkiem! Margaret Pirce najpierw przeprowadza ciężką rozmowę z pacjentem, a następnie czuje się w obowiązku i wyjawia sekret, a tym samym tajemnice lekarską siostrze. Odcinek jest pierwszą częścią dwuodcinkowego crossoveru z serialem: Jednostka 19 (część 2: sezon 2, odcinek 2). |    |                                 |                              |                     |                            |                      |                                |        |
| 321 | 5  | Everyday Angel                  | Codzienny anioł              | Chandra Wilson      | Julie Wong                 | 25 października 2018 | 12 grudnia 2018                | #15.05 |
| Amelia nie ufa Betty i razem z Owenem i Leo szpiegują dziewczynę pod szkołą. Jest zdziwiona swoją przemianą. Alexowi nie podoba się dobra relacja między Jo, a Linkiem. Mer spotyka się z Amelią na placu, gdzie ta spotykała się z Cristiną, a następnie rozmawiają u nie w domu. Doktor Kim flirtuje z Schmitt'em. Jackson wraca do pracy i obiecuje Maggie że już nie wyjedzie. Ponadto przyprowadza do szpitala przypadek pro bono, przy którym pracuje razem z Linkiem i...Alexem. Amelia zwierza się Owenowi z życia przed przybyciem do Seattle i o swoim zmarłym synku. Decyduje się zamieszkać u Owena na stałe. Teddy chce powiedzieć Hunt'owi o ciąży. |    |                                 |                              |                     |                            |                      |                                |        |
| 322 | 6  | Flowers Grow Out of My Grave    | Kwiaty na moim grobie        | Nicole Rubio        | Kiley Donovan              | 1 listopada 2018     | 19 grudnia 2018                | #15.06 |
| Meredith ma pacjenta, którego rodzina świętuje Dzień zmarłych,dzięki czemu lekarze zapamiętują ukochane osoby, które utraciły. Richard dzieli się nieoczekiwaną wiadomością z Meredith o swoim ojcu, Thatcherze. W międzyczasie Teddy próbuje powiedzieć Owenowi, że jest w ciąży, ale oni zostają odsunięci na bok, a Jo zachęca Link do ścigania jednego z lekarzy. |    |                                 |                              |                     |                            |                      |                                |        |
| 323 | 7  | Anybody Have a Map              | Czy ktoś ma mapę?            | Krista Vernoff      | Elisabeth R. Finch         | 8 listopada 2018     | 26 grudnia 2018                | #15.07 |
| Catherine jest w Los Angeles,przygotowując nową fundacje i wzywa do siebie Meredith i Koracicka ,aby odwiedzili ją poufne konsultacje. Okazuje się, że jest poważnie chora. Tymczasem jedna z pielęgniarek jest w 28 tygodniu ciąży i upada w szpitalu, rozmawiając z Richardem. Pielęgniarka jest w długo wyczekiwanej ciąży, wspiera ją cały personel. Alex ratuje jej dziecko "Naleśniczka", ale kobieta niestety umiera. Webber nie jest w najlepszej formie psychicznej, co doprowadza do kryzysu w barze, który oferuje darmowe drinki za żetony z grupy AA. Schmitt pierwszy raz całuje się z mężczyzną. Między Maggie, a Jacksonem dochodzi do ostrej wymiany zmian, po tym jak Pierce odkrywa, że ten pisze z innymi kobietami. Ten zwierza się jej, że ciężko znosi to, że rozstał się z April. |    |                                 |                              |                     |                            |                      |                                |        |
| 324 | 8  | Blowin’ in the Wind             | Niesione przez wiatr         | Kevin McKidd        | Meg Marinis                | 15 listopada 2018    | 2 stycznia 2019                | #15.08 |
| Mer pomaga Richardowi wyjść z więzienia. Na jaw zostaje pokazany kryzys w związku Mirandy i Bena. Pogoda zaskakuje Alexa i Jo, którzy są zmuszeni zostać w domu przez huragan, odkrywają, że oficjalnie wciąż nie są małżeństwem. W trakcie zawirowań pogodowych dochodzi jednak do jednego pozytywu -do szpitala Grey Sloan przychodzi Betty. Ofiarą porywistego wiatru jest młoda dziewczyna, która wylądowała w szpitalu z selfie-stickiem wbitym w głowę. Cece jest w coraz gorszym stanie. Miranda przejmuje stery, pod nieobecność Alexa. Maggie wypytuje Mer o tajemniczy pobyt. Schmitt ląduje w klinice z Nico, który |    |                                 |                              |                     |                            |                      |                                |        |
| 325 | 9  | Shelter from the Storm          | Schronienie                  | Jann Turner         | William Harper             | 17 stycznia 2019     | 6 lutego 2019                  | #15.09 |
| 326 | 10 | Help, I’m Alive                 | Pomocy!                      | Daniel Willis       | Jalysa Conway,Jason Ganzel | 24 stycznia 2019     | 13 lutego 2019                 | #15.10 |
| 328 | 11 | The Winner Takes It All         | Zwycięzca zgarnia wszystko   | Allison Liddi-Brown | Elisabeth R. Finch         | 31 stycznia 2019     | 20 lutego 2019                 | #15.11 |
| 329 | 12 | Girlfriend in a Coma            | Dziewczę w śpiączce          | Debbie Allen        | Kiley Donovan              | 7 lutego 2019        | 27 lutego 2019                 | #15.12 |
| 330 | 13 | I Walk the Line                 | Spacer po linie              | Kevin McKidd        | Tameson Duffy              | 14 lutego 2019       | 6 marca 2019                   | #15.13 |
| 331 | 14 | I Want a New Drug               | Muszę coś wziąć              | Jeannot Szwarc      | Zoanne Clack               | 21 lutego 2019       | 13 marca 2019                  | #15.14 |
| 332 | 15 | We Didn't Start the Fire        | To nie nasza wina            | Chandra Wilson      | Andy Reaser                | 28 lutego 2019       | 20 marca 2019                  | #15.15 |
| 333 | 16 | Blood and Water                 | Krew i woda                  | Pete Chatmon        | Kiley Donovan              | 7 marca 2019         | 27 marca 2019                  | #15.16 |
| 334 | 17 | And Dream of Sheep              | Śnic o owcach                | Sydney Freeland     | William Harper             | 14 marca 2019        | 3 kwietnia 2019                | #15.17 |
| 335 | 18 | Add It Up                       | Odnaleźć sens                | Michael Watkins     | Alex Manugian              | 21 marca 2019        | 10 kwietnia 2019               | #15.18 |
| 336 | 19 | Silent All These Years          | Lata milczenia               | Debbie Allen        | Elisabeth R. Finch         | 28 marca 2019        | 17 kwietnia 2019               | #15.19 |
| 337 | 20 | The Whole Package               | Pełen pakiet                 | Geary McLeod        | Meg Marinis                | 4 kwietnia 2019      | 24 kwietnia 2019               | #15.20 |
| 338 | 21 | Good Shepherd                   | Pasterz                      | Bill D'Elia         | Julie Wong                 | 11 kwietnia 2019     | 1 maja 2019                    | #15.21 |
| 339 | 22 | Head Over High Heels            | Do szaleństwa                | Allison Liddi-Brown | Bridgette N. Burgess       | 18 kwietnia 2019     | 8 maja 2019                    | #15.22 |
| 340 | 23 | What I Did for Love             | Wszystko dla miłości         | Jesse Williams      | Mark Driscoll              | 2 maja 2019          | 15 maja 2019                   | #15.23 |
| Odcinek jest pierwszą częścią dwuodcinkowego crossoveru z serialem: Jednostka 19 (część 2: sezon 2, odcinek 15). |    |                                 |                              |                     |                            |                      |                                |        |
| 341 | 24 | Drawn to the Blood              | Narysowany do krwi           | Kevin McKidd        | Andy Reaser                | 9 maja 2019          | 22 maja 2019                   | #15.24 |
| 342 | 25 | Jump into the Fog               | Skacz do mgły                | Debbie Allen        | Krista Vernoff             | 16 maja 2019         | 29 maja 2019                   | #15.25 |